# Liebesleben. Es ist deins. Schütze es.

Offizielles Logo

Liebesleben. Es ist deins. Schütze es. ist eine von der deutschen Bundeszentrale für gesundheitliche Aufklärung (BZgA) im Jahr 2016 ins Leben gerufene bundesweite Informationskampagne zum Thema HIV/AIDS und anderen sexuell übertragbaren Erkrankungen. Die Öffentlichkeit soll dabei informiert und zu Schutzmaßnahmen motiviert werden.

## Geschichte
„Liebesleben. Es ist deins. Schütze es.“ ist eine Weiterentwicklung der ersten Präventionskampagne gegen HIV „Gib AIDS keine Chance“.
In den frühen 1980er-Jahren wurden erste Fälle von AIDS in Deutschland bekannt. Auf politischer Ebene fiel nach kontroversen Auseinandersetzungen daraufhin der Entschluss, das Bewusstsein für das Virus und seine Übertragungswege über eine „gesellschaftliche Lernstrategie“ zu schärfen. Die BZgA unter Gesundheitsministerin Rita Süssmuth startete 1987 die Initiative „Gib AIDS keine Chance“. Medial wirksame Maßnahmen informierten fortan die Öffentlichkeit über HIV/AIDS und zielten auf einen offenen und selbstverantwortlichen Umgang mit dem Thema HIV/AIDS. Große Bekanntheit erlangte hierbei der 1990 veröffentlichte TV-Spot „Supermarkt“ mit Hella von Sinnen und Ingolf Lück, der den berühmten Satz „Tina, wat kosten die Kondome?“ hervorbrachte.
Das Wissen über HIV und AIDS wurde über die Jahre gefestigt und die Akzeptanz von Kondomen als Schutzmaßnahme ist deutlich gestiegen. Außerdem wurden große Fortschritte in der Behandlung von HIV erzielt; bei rechtzeitigem Therapiebeginn etwa reduziert eine Infektion die Lebenserwartung kaum. Dass es trotz HIV möglich ist, am gesellschaftlichen Leben teilzunehmen, ist im öffentlichen Bewusstsein zu großen Teilen angekommen.
Ab 2012 wurden in der Teilkampagne „Mach’s mit“ neben HIV auch andere sexuell übertragbare Erkrankungen (STI) aufgegriffen. Während sich nämlich die Zahl der HIV-Neuinfektionen stabilisiert hat, nahm die Verbreitung von anderen sexuell übertragbaren Infektionen zu. Im Jahr 2014 wurden 3.200 neue Fälle von HIV registriert, darüber hinaus 5.700 Syphilis-, 3200 Hepatitis-C- und 5.800 Hepatitis-B-Neuinfektionen.
Chlamydien gelten überdies mittlerweile als eine am häufigsten durch sexuellen Kontakt übertragene Infektion – allerdings wissen laut einer Studie der BZgA nur 14 % der deutschen Bevölkerung, worum es sich bei Chlamydien überhaupt handelt.
Am 6. April 2016 verabschiedete die Bundesregierung neue Maßnahmen zur Eindämmung von HIV und STI. Nach fast 30 Jahren „Gib AIDS keine Chance“ erklärte der Bundesgesundheitsminister Hermann Gröhe schließlich im Mai 2016 die Neuausrichtung und Umbenennung der Kampagne in „Liebesleben. Es ist deins. Schütze es.“

## Ansatz
„Liebesleben. Es ist Deins. Schütze es.“ steht als Dachmarke für einen umfangreichen Ansatz zur Aufklärung und Prävention von allen in Deutschland auftretenden sexuell übertragbaren Infektionen, HIV eingeschlossen. Denn diese können nicht nur die Ansteckung mit HIV begünstigen, sondern gerade unbehandelt auch selbst zum Problem werden und gravierende Spätfolgen nach sich ziehen. Dabei galten Infektionen wie Gonorrhoe (Tripper) oder Syphilis in den 1990er-Jahren als nahezu überwunden. Heute treten sie allerdings wieder vermehrt auf. Fachleute vermuten, dafür sind u. a. die im Vergleich zu HIV einfacheren Übertragungswege, aber auch Unwissenheit in der Bevölkerung verantwortlich.
Ziel von „Liebesleben. Es ist deins. Schütze es.“ ist es, Menschen für HIV und andere sexuell übertragbaren Infektionen zu sensibilisieren und das Thema zu enttabuisieren. Das Wissen über Infektionsgefahren und Symptome soll zum bewussten Umgang mit der eigenen Gesundheit und der eigenen Sexualität anregen und als Folge die Verbreitung solcher Erkrankungen verhindern. Daher ist die Aussage „Benutzt Kondome“ wie bereits bei „Gib AIDS keine Chance“ zentraler Bestandteil der Kommunikation; hinzu kommt jedoch noch eine weitere Botschaft: „Geht bei Symptomen für eine STI zum Arzt“.
Statt auf Tabuisierung und Angst setzt die Strategie laut BZgA-Leiterin Heidrun Thaiss darauf, „offen, kommunikativ und modern“ mit dem Thema STI umzugehen. Dem liegt eine mehrstufige Herangehensweise zugrunde: Aufklärung durch direkte, wertfreie Kommunikation und Enttabuisierung – folglich Entdiskriminierung – und dadurch Aktivierung zu eigenständigen Schutzmaßnahmen. Auch individuelle sexuelle Vorlieben und sexuelle Vielfalt werden so zum Inhalt der Kampagne.

## Maßnahmen
Seit dem Start von „Liebesleben. Es ist deins. Schütze es.“ im Mai 2016 wurden von der BZgA verschiedene Maßnahmen zur Aufklärung über HIV und STI umgesetzt. Zum einen ist die Kampagne in Massenmedien und Social Media präsent. Zum anderen unterstützt sie die Arbeit von Vereinen, Verbänden und Fachkräften. In Broschüren und auf der Website www.liebesleben.de werden zudem themenrelevante Informationen angeboten, unter anderem zu Kondomgrößen, zum Bereich Sexualität oder zum Coming-out. Die einzelnen Elemente der Kampagne richten sich an unterschiedliche Zielgruppen. So bietet „Liebesleben. Es ist deins. Schütze es.“ etwa spezielle Informationsmaterialien und Fortbildungen für Ärzte. Andere Maßnahmen und Medien klären hingegen bevölkerungsweit auf und sind in der allgemeinen Wahrnehmung präsent. Das Angebot auf www.liebesleben.de ist, unter anderem durch leichte Sprache und Gebärdensprache, barrierefrei.

### LIEBESLEBEN-Kampagnen
Der Launch von „Liebesleben. Es ist Deins. Schütze es.“ wurde von einer großen Plakatkampagne begleitet. Die im Cartoon-Stil gezeichneten Motive enthalten die Botschaften, bei Symptomen für STI einen Arzt aufzusuchen und sich mit Kondomen zu schützen. Beispielhafte Slogans lauten: „Dein Ex juckt dich noch immer? Ab zum Arzt“ oder „Egal worauf ihr steht. Benutzt Kondome“. Auf über 65.000 Plakatflächen, die vom Fachverband Aussenwerbung e.V. (FAW) kostenlos zur Verfügung gestellt werden, sind die bewusst überspitzten Comicbilder zu sehen. Die Intention ist, das sensible Thema mit humorvoller Ansprache und Motiven zugänglich zu machen.
Abgelöst wurde die Cartoon-Kampagne 2019 durch die Kopfkino-Kampagne. Mit kurzen Fragen werden hier die Betrachter gedanklich in Situationen versetzt, die bei der Prävention von HIV und anderen STI eine Rolle spielen können. Die Motive „Bettgeschichte?“ oder „Heiße Nacht?“ motivieren zum Beispiel zur Kondomnutzung. Der Slogan „Juckt’s im Schritt?“ macht auf ein mögliches Symptom einer STI aufmerksam und motiviert, sich bei Verdacht auf eine STI testen zu lassen.

### Die infektastischen STI
Seit 2017 betreibt die BZgA eine Social-Media-Kampagne, die sich vor allem an Jugendliche und junge Erwachsene richtet: Sie ist eine humorvolle Maßnahme, bei der einzelne sexuell übertragbare Infektionen als Puppen in Erscheinung treten und ihre Symptome sowie mögliche Übertragungswege und Schutzmaßnahmen thematisieren. In kurzen Video Clips erzeugen sie Aufmerksamkeit für das Thema STI und fördern gleichzeitig die Enttabuisierung des Themas, die allgemeine Kommunikation sowie Aufklärung zu Schutzmaßnahmen.

### Große Freiheit
Die mobile Ausstellung „Große Freiheit. Liebe. Lust. Leben.“ tourte von 2015 bis Juni 2018 durch deutsche Städte und informierte über HIV und andere sexuell übertragbare Infektionen (STI). Zur Zielgruppe gehören vor allem Jugendliche. Neben den rund 50 multimedialen und interaktiven Stationen waren Berater vor Ort, die konkrete Fragen rund um einzelne Themen der Ausstellung beantworteten.

### LIEBESLEBEN – Das Mitmach Projekt
„LIEBESLEBEN - Das Mitmach-Projekt“ ist ein interaktives und personalkommunikatives Angebot zur Prävention von HIV und STI sowie zur Förderung der sexuellen Gesundheit und wird für weiterführende Schulen angeboten. Mit unterschiedlichen Methoden und Materialien werden Schüler Informationen und Handlungskompetenzen für den persönlichen Umgang mit den Themen HIV und anderen STI, Schutz und Safer Sex, Körper und Gefühle, Sexualität und Medien, Vielfalt und Respekt sowie Freundschaft und Beziehung vermittelt. Die interaktiven Module werden vor Ort von einem BZgA-Team moderiert. Der Auftakt für das Projekt hat am 4. Februar 2020 in der Gesamtschule Köln-Holweide stattgefunden.

### Beratung
Auf LIEBESLEBEN ist seit 2019 auch ein Angebot zur anonymen, kostenlosen Online-Beratung integriert. Hinter „liebesleben.de/fuer-alle/beratung“ stehen qualifizierte, erfahrene Experten für persönliche Fragen rund um die Themen HIV und andere STI. Sie stehen im direkten Austausch mit den Anfragenden und beraten sie zu den Themen HIV und andere sexuell übertragbare Infektionen (STI), Kondome und Safer Sex. Außerdem geben sie Empfehlungen, wann ärztlicher Rat eingeholt werden sollte.

## Kritik
Die offene Darstellung der intimen Themen Sexualität, HIV und STI führt vielfach zu kontroversen Meinungen. Jakob Pastötter (Präsident der Deutschen Gesellschaft für Sozialwissenschaftliche Sexualforschung) kritisiert: „Der Staat macht damit nicht Werbung für geschützten Sex, er macht Werbung für Sex.“ Sex werde als bedeutungsloser, leicht zu konsumierender Spaß dargestellt.
So bezeichnete die Junge Alternative für Deutschland Niedersachsen die Cartoon-Motive als „Sex-Plakate“ und stellte 2016 Strafanzeige gegen die BZgA wegen Verbreitung pornografischer Schriften an Jugendliche. Grund dafür war die Sorge, dass Kinder den expliziten Cartoon-Plakaten auf ihrem Schulweg schutzlos ausgeliefert seien.
Zum Start der Kampagne formierte sich außerdem ein Aktionsbündnis, das eine am Ende erfolglose Petition zum Stopp der Kampagne initiierte.

## Partner
„Liebesleben. Es ist deins. Schütze es.“ wird unterstützt durch den Verband der Privaten Krankenversicherung e. V. (PKV) und den Fachverband für Aussenwerbung (FAW). Weitere strategische Partner auf nationaler Ebene sind das Robert Koch-Institut, die Deutsche AIDS-Hilfe, die Deutsche AIDS-Stiftung, die Deutsche STI-Gesellschaft und die Deutsche AIDS-Gesellschaft. Des Weiteren arbeitet „Liebesleben. Es ist deins. Schütze es.“ weltweit mit verschiedenen Partnerorganisationen zusammen, z. B. mit der Weltgesundheitsorganisation (WHO).